# Rastan Saga II
Rastan Saga II (ラスタンサーガ2?), oppure Nastar Warrior o solamente Nastar, è un videogioco arcade edito dalla Taito nel 1989 ed è il seguito di Rastan, pubblicato l'anno precedente. Fu convertito per le console PC Engine e Sega Mega Drive.
Il videogioco è un tipico hack and slash con uso di armi bianche, genere popolare all'epoca. Non riscosse un buon successo come il suo predecessore in quanto le parti grafiche, l'atmosfera e il sonoro non risultarono coinvolgenti. Nonostante ciò venne incluso all'interno della raccolta Taito Legends 2.

## Trama
Rastania era un luogo sacro, in cui il tempio, chiamato Skyscraper (grattacielo), era salito in cielo. Chiunque riesca a conquistare Skyscraper potrà dominare sulle terre di Rastania. Un esercito malvagio vuole soggiogare questi mondi e Rastan si impegnerà per sconfiggere i malvagi e riportare la pace su Rastania.

## Modalità di gioco
Rastan Saga II è un classico picchiaduro a scorrimento con l'uso di armi tipo spade e artigli. Il giocatore ha a disposizione anche uno scudo che sarà in grado di parare alcuni colpi nemici. La modalità cooperativa a due giocatori è supportata. L'azione si svolge su cinque livelli con altrettanti boss di fine livello.
Inoltre al quarto livello versione arcade è presente un bug, che impedisce al giocatore di raggiungere una piattaforma sospesa in aria, molto raramente tramite un glitch la piattaforma può essere raggiunta.

### Armi
Rastan ha a disposizione diverse armi, rilasciate dai nemici eliminati:
- Spada corta, la prima a disposizione.
- Spada lunga, crea più danno della prima ed ha gittata più lunga.
- Spada infuocata, mentre colpisce lancia anche delle palle di fuoco.
- Artigli, vengono agganciati agli avambracci e sono più letali della spada corta.
- Scudo, in abbinamento con la spada corta può assorbire i colpi nemici.
- Barriera, Rastan viene circondato da quattro pod in grado al contatto di distruggere altrettanti nemici.
- Smart bomb, in grado di "ripulire" la schermata eliminando i nemici presenti.

## Accoglienza
In Giappone, la rivista Game Machine elencò Rastan Saga II nel numero del 15 maggio 1989 come l'ottava unità arcade di maggior successo del mese.